# Labeo barbatulus
Labeo barbatulus är en fiskart som först beskrevs av Sauvage, 1878.  Labeo barbatulus ingår i släktet Labeo och familjen karpfiskar. IUCN kategoriserar arten globalt som otillräckligt studerad. Inga underarter finns listade i Catalogue of Life.